# سیارک ۲۱۶۴۹
سیارک ۲۱۶۴۹ (به انگلیسی: 21649 Vardhana، نامگذاری:1999NQ59) بیست و یک هزار و ششصد و چهل و نهمین سیارک کشف شده‌است که در ۱۳ ژوئیه ۱۹۹۹ کشف شد.
قدر مطلق سیارک برابر ۱۴.۸ است.